# Fiholm, Södermanland

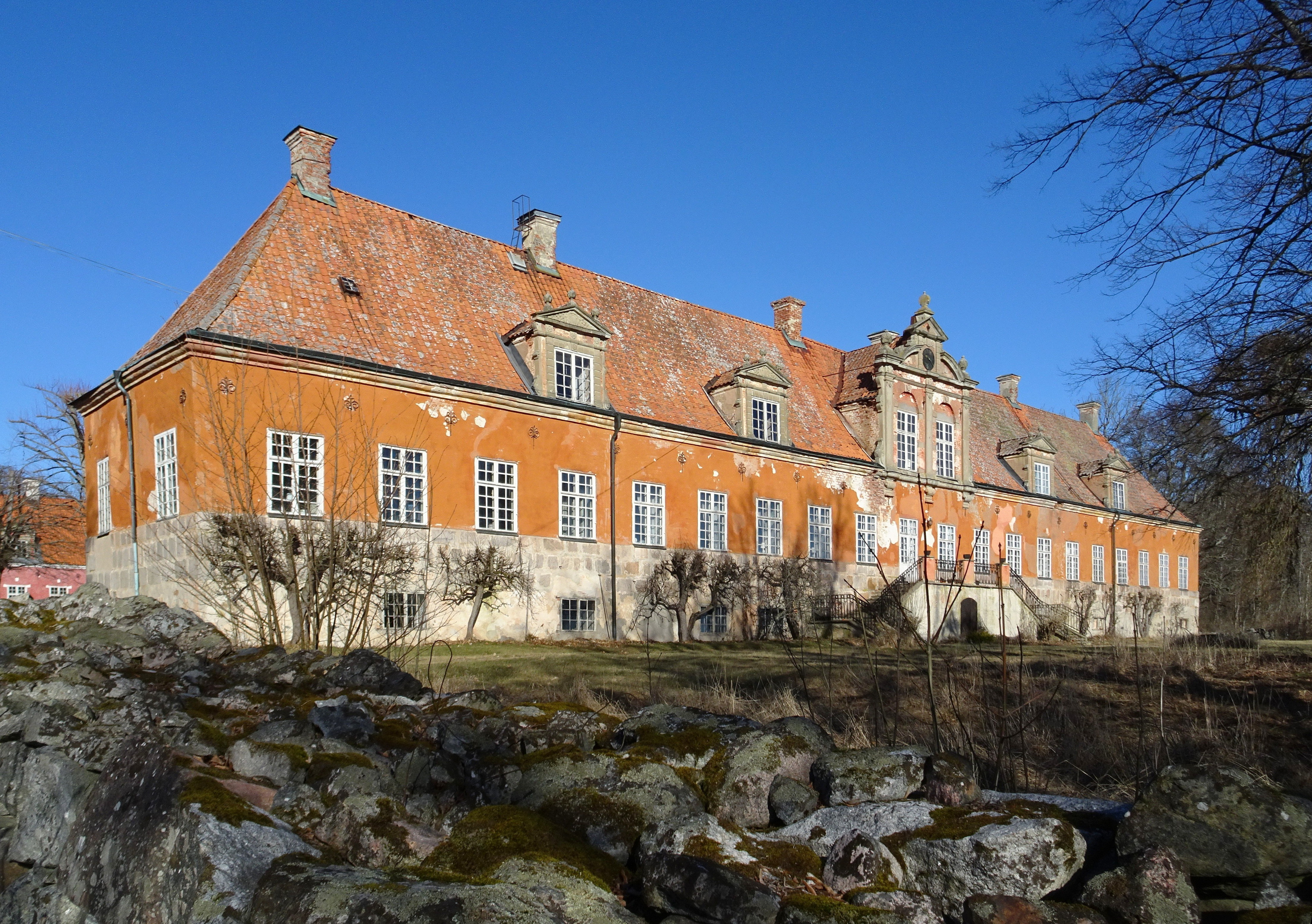
Södra flygeln från söder, mars 2022.

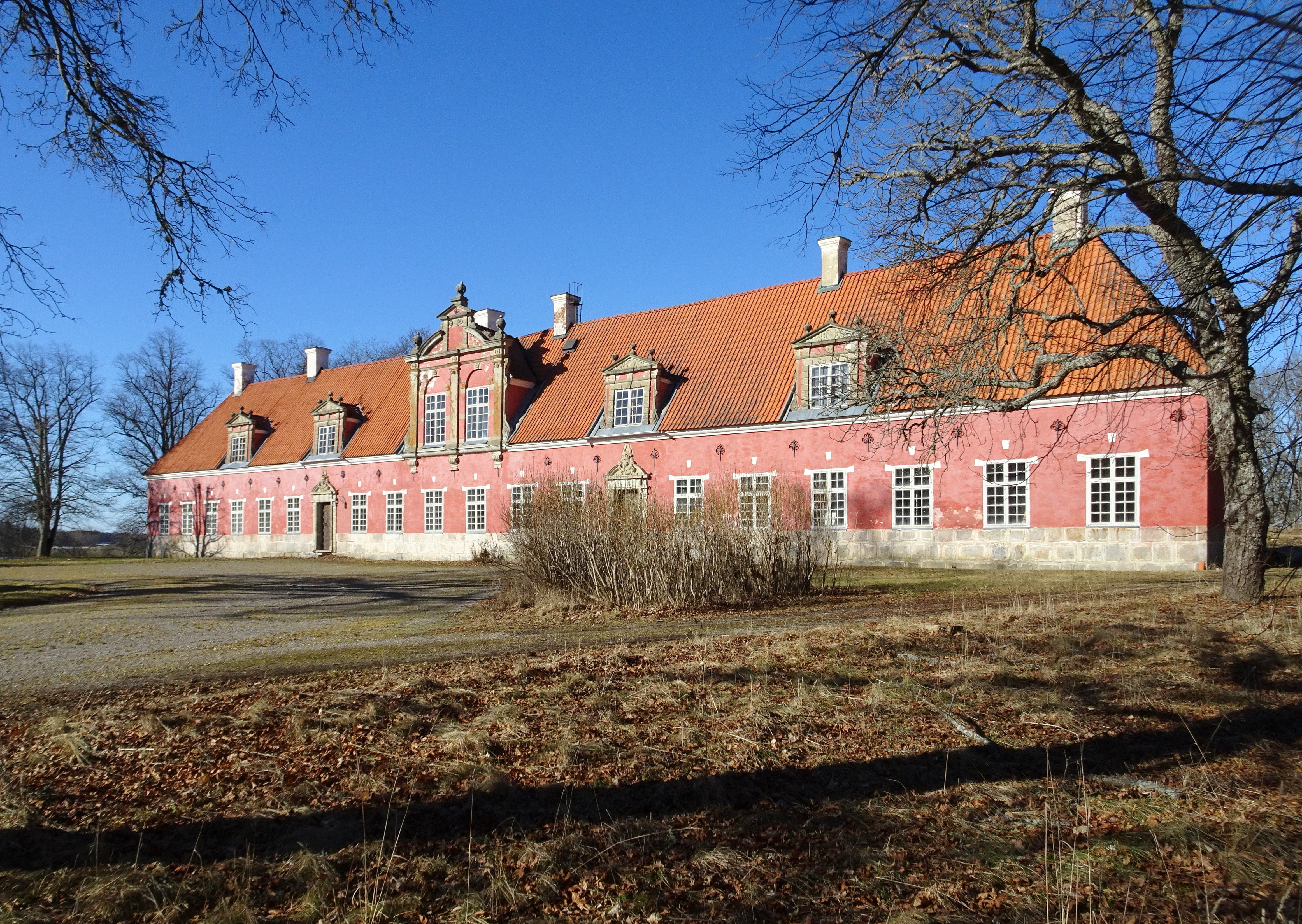
Norra flygeln från söder, mars 2022.

Fiholm är en slottsliknande herrgård och tidigare säteri samt fideikommiss intill Sörfjärden vid Mälaren i Jäders socken, Eskilstuna kommun, cirka 13,5 kilometer nordost om Eskilstuna. Av den av Axel Oxenstierna planerade slottsanläggningen kom enbart två flygelbyggnader till utförande, dessa uppfördes på 1640-talet efter ritningar av arkitekten Simon de la Vallée. 
Fiholm har varit den dominerande egendomen i Jäder genom att det mesta av Jäders socken har tillhört slottet. Fiholm är en del av  riksintresse för kulturmiljövården i Kafjärdenområdet. Slottet är i privat ägo och kan besiktigas efter överenskommelse.

## Historia

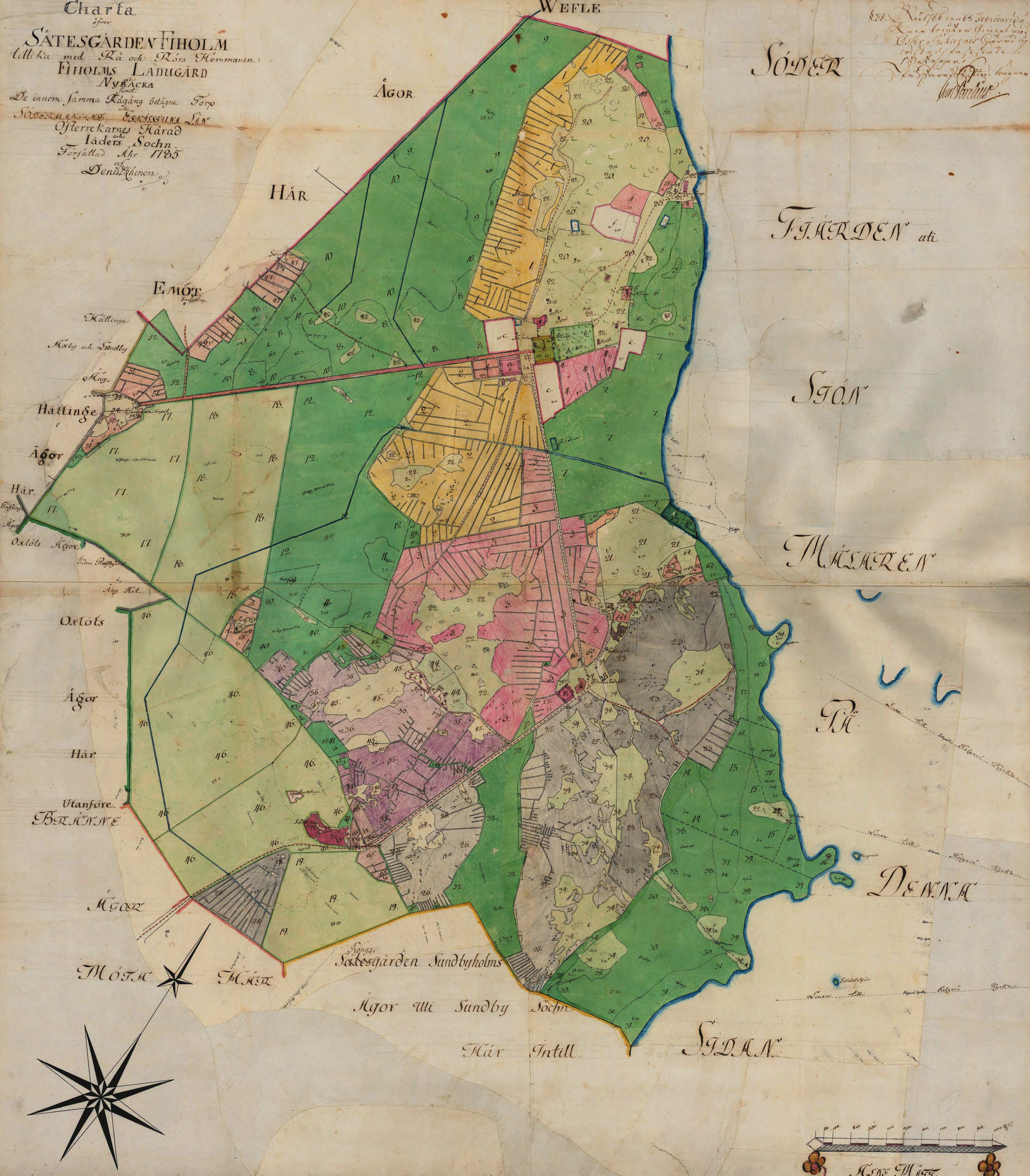
Fiholms ägor 1785.

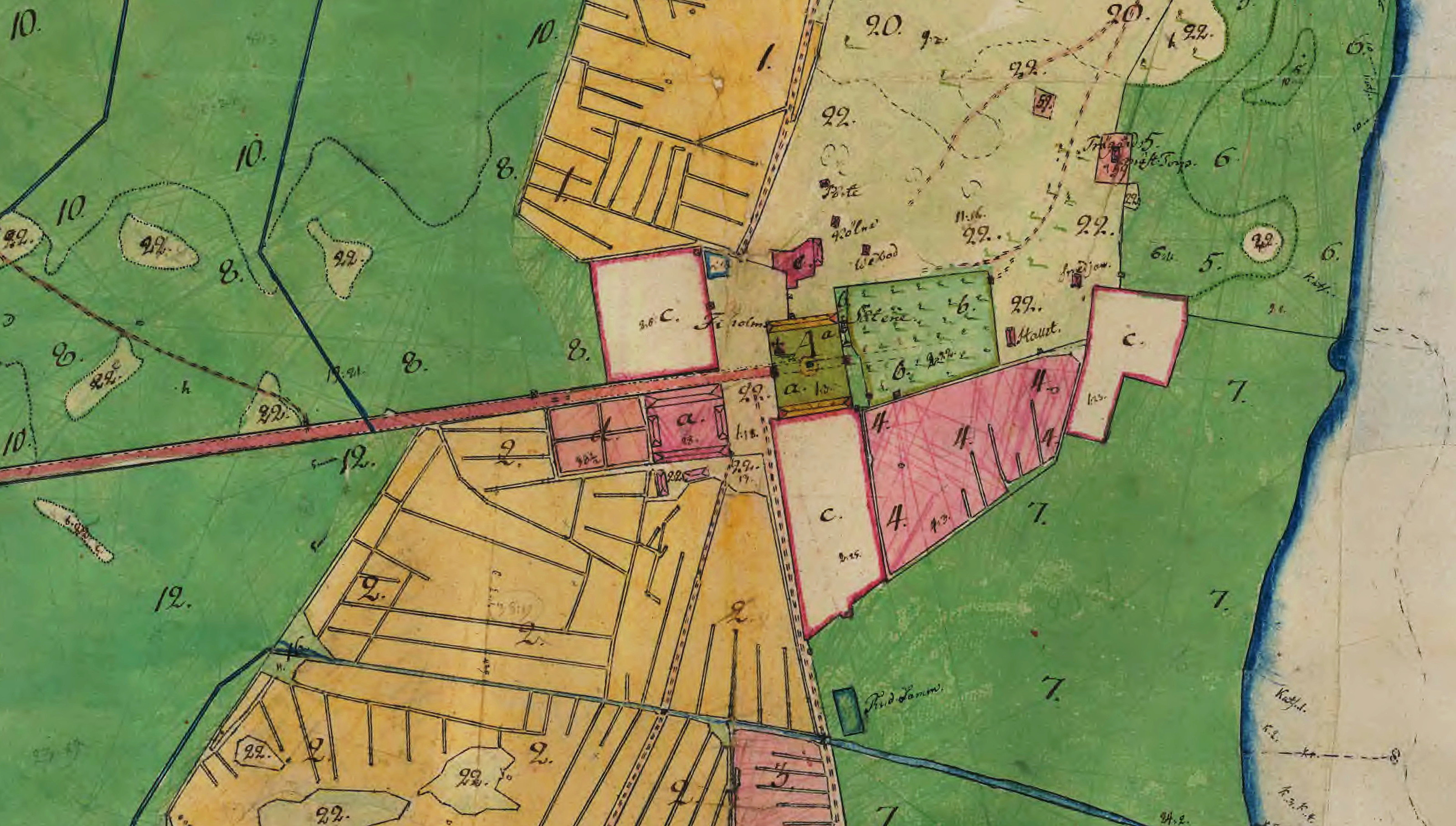
Fiholms huvudbebyggelse 1785.

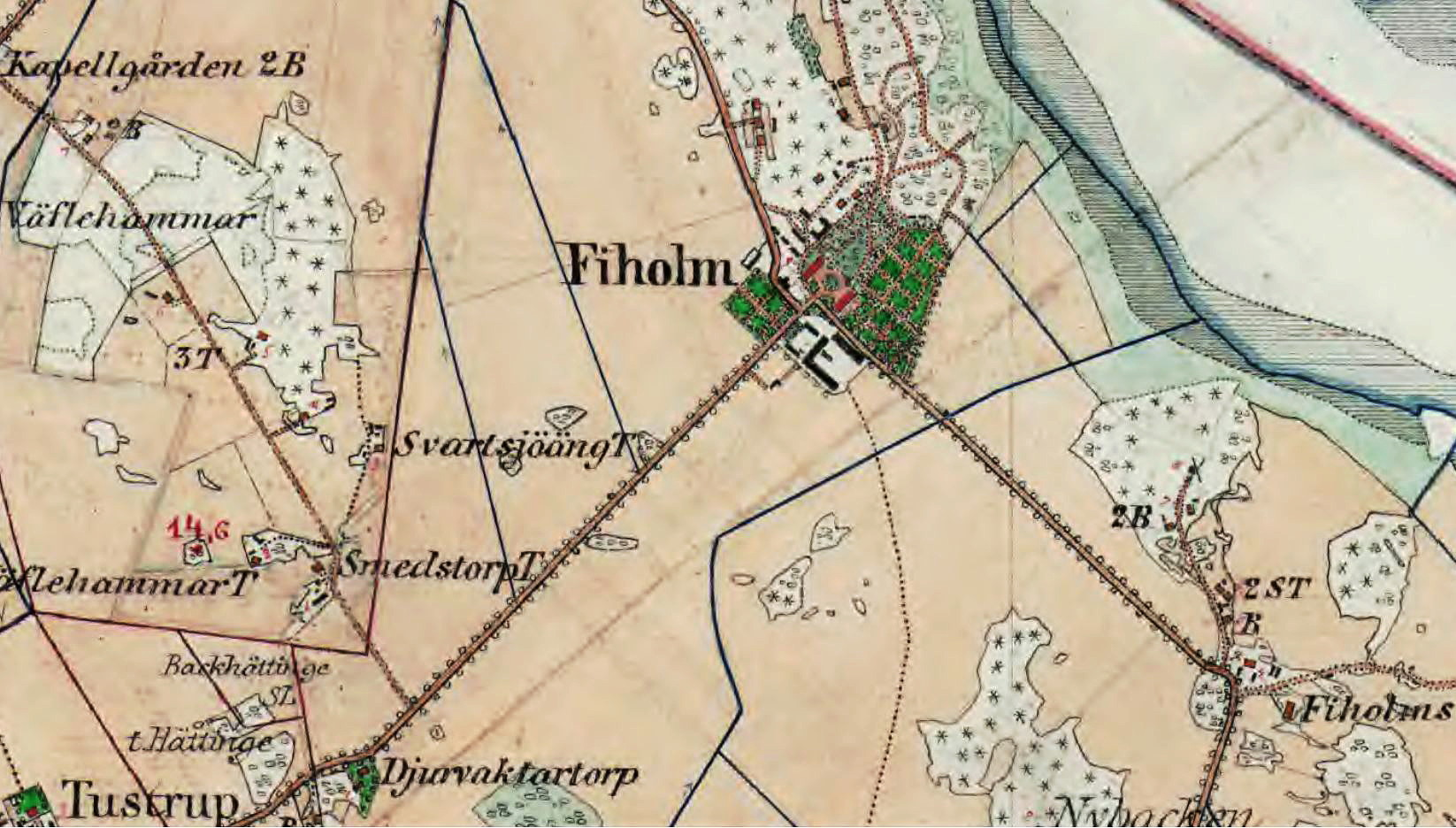
Fiholms huvudbebyggelse 1895.

Fiholms gods nämns för första gången 1275 och i samband med att kung Valdemar Birgersson daterade ett brev i Fyæholm (Fäholmen) den 5 februari 1275. Då avsågs Fiholmsby belägen ungefär 250 meter sydost om den nuvarande slottsbyggnaden. Fiholmsby är markerad på 1785 års karta över Fiholms sätesgård. I kartans textdel står att byn är ödelagd men att sätesgårdens ladugård är belägen här. Godset ärvdes av Birgersson son Erik Valdemarsson, och från sin far ärvdes Fifång av Valdemar Birgerssons sonsonson Erik Valdemarsson d.y., häradshövding i Dalarna och den siste medlemmen av Bjälboätten.
Fiholm såldes den 23 april 1402 till drottning Margareta av Erik Valdemarsson d.y.s änka Ermegard. Redan 1404 donerades Fiholm av Erik av Pommern till Johanniterklostret i Eskilstuna och var 1508 biskop Otto Svinhufvuds sätesgård. År 1562 erhöll riksrådet Gabriel Kristiernson Oxenstierna Fiholm som förläning av kung Erik XIV. 
Efter reduktionen av kyrkans egendomar kom Fiholm till ätten Oxenstierna, bland dem  Gabriel Kristiernsson och dennes son Bengt (död 1591). Den stora gården hade fram till dess brukads av landbönder. Under nästa ägare, Gustaf Gabrielsson (Oxenstierna), bildades familjens säteri. I samband med att arvskifte 1617 kom egendomen till Axel Oxenstierna och det var han som lät påbörja dagens slottsanläggning (se mer under ”Slottets byggnader”). 
Hans son, Johan Axelsson Oxenstierna, ärvde Fiholm men avled barnlös 1657, varvid egendomen övergick till hans broders barn och barnbarn. 1708 tillföll Fiholm Christina Eriksdotter Oxenstierna (död 1711). Hennes äldsta dotter Eleonora Elisabet (död 1736) ärvde stället och hennes arvingar sålde slottet 1784 till riksrådet greve Joakim Beck-Friis. Han gjorde egendomen till fideikommiss tillsammans med Börringekloster i Skåne. År 1791 lät Gustav III utnämna fideikommissen till grevskap, det enda i Sverige.
Fiholm befann sig i släkten Beck-Friis till det såldes 1907 av godsägaren Corfitz Beck-Friis till brukspatron Henrik von Celsing vid Hellefors Bruk och boktryckaren Gustaf Teodor Palmqvist från Stockholm. Samtidigt överfördes fideikommissnaturen på kapital. Egendomen har därefter styckats i mindre egendomar. Ägare till återstoden av Fiholms egendom blev 1919 kabinettskammarherre Eric Hallin. Godset omfattade då en areal om 650 hektar och drevs av  arrandatorn Sven Bingel. Gården gick därefter genom flera händer: Sven Alfred Karlsson (1939), Simon och Rune Berg (1964) samt Per Olof Sandberg (1972). I dag (2022) ägs slottet av familjen Mörner.

### Verksamhet
Fiholm är fortfarande en aktiv lantbruksfastighet. Den vackra stenladugården från 1864 med sin typiska trappgavel används för evenemang och marknader. På gården bedrivs även hästverksamhet och uthyrning av gårdens många bostadshus och torp. På 1960-talet omfattade Fiholms marker en areal om 1 000 tunnland (cirka 400 hektar) varav knappt hälften odlad mark. I dag (2022) utgör fastigheten Fiholm 1:11 268 hektar.

### Historiska bilder

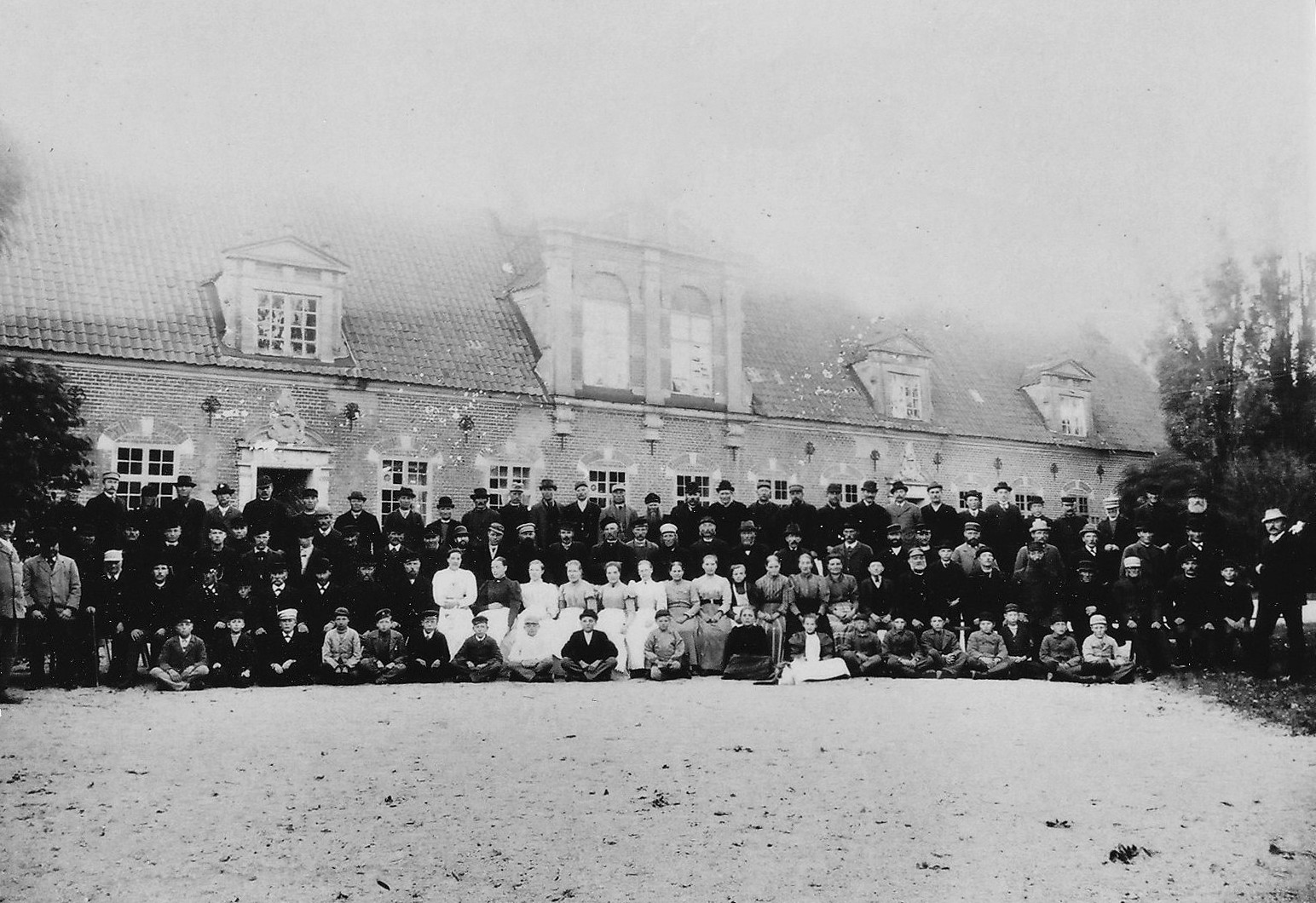
Arbetare och tjänstefolk framför norra flygeln omkring 1900.
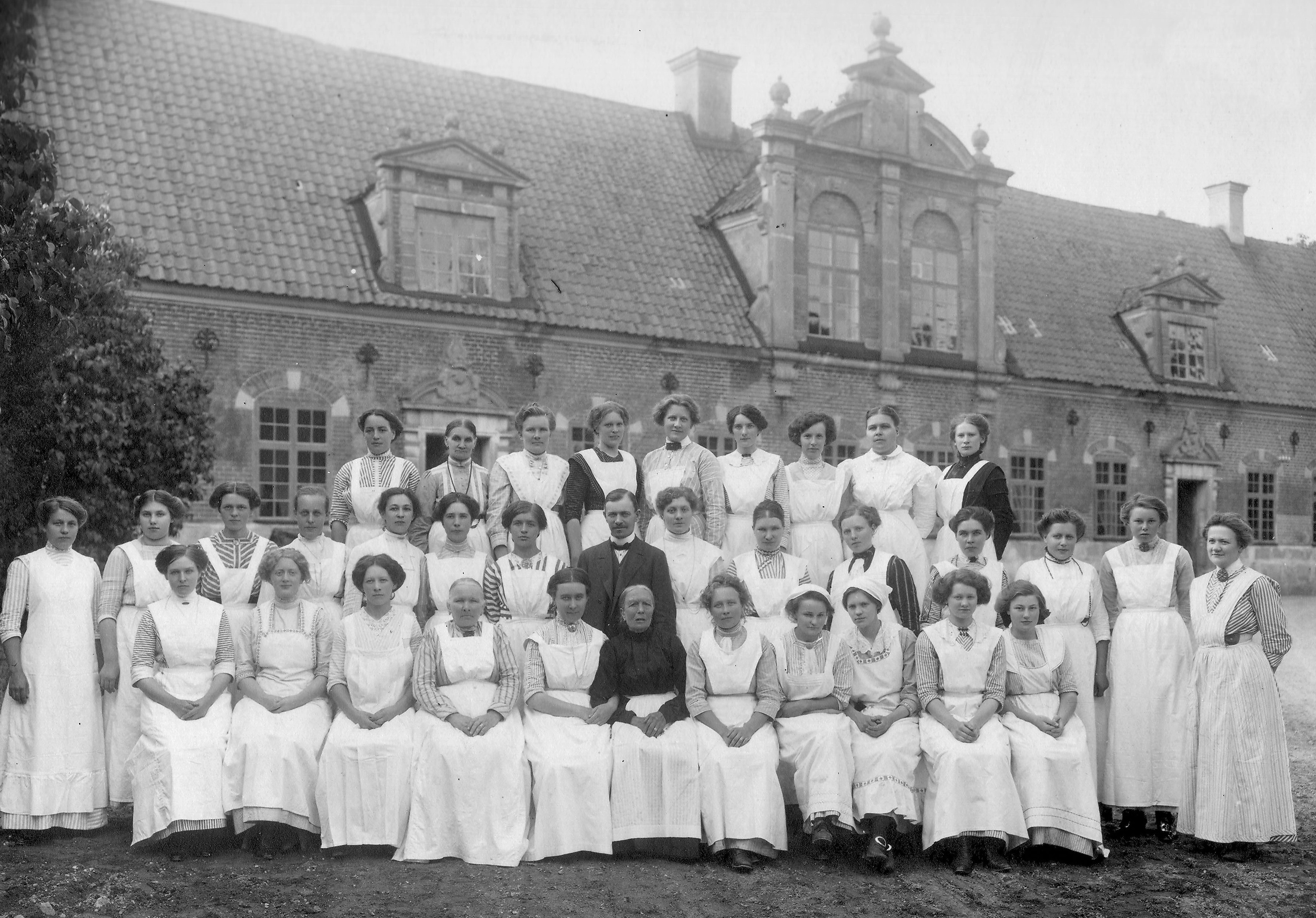
Kurs i konservering 1929, norra flygeln i bakgrunden.
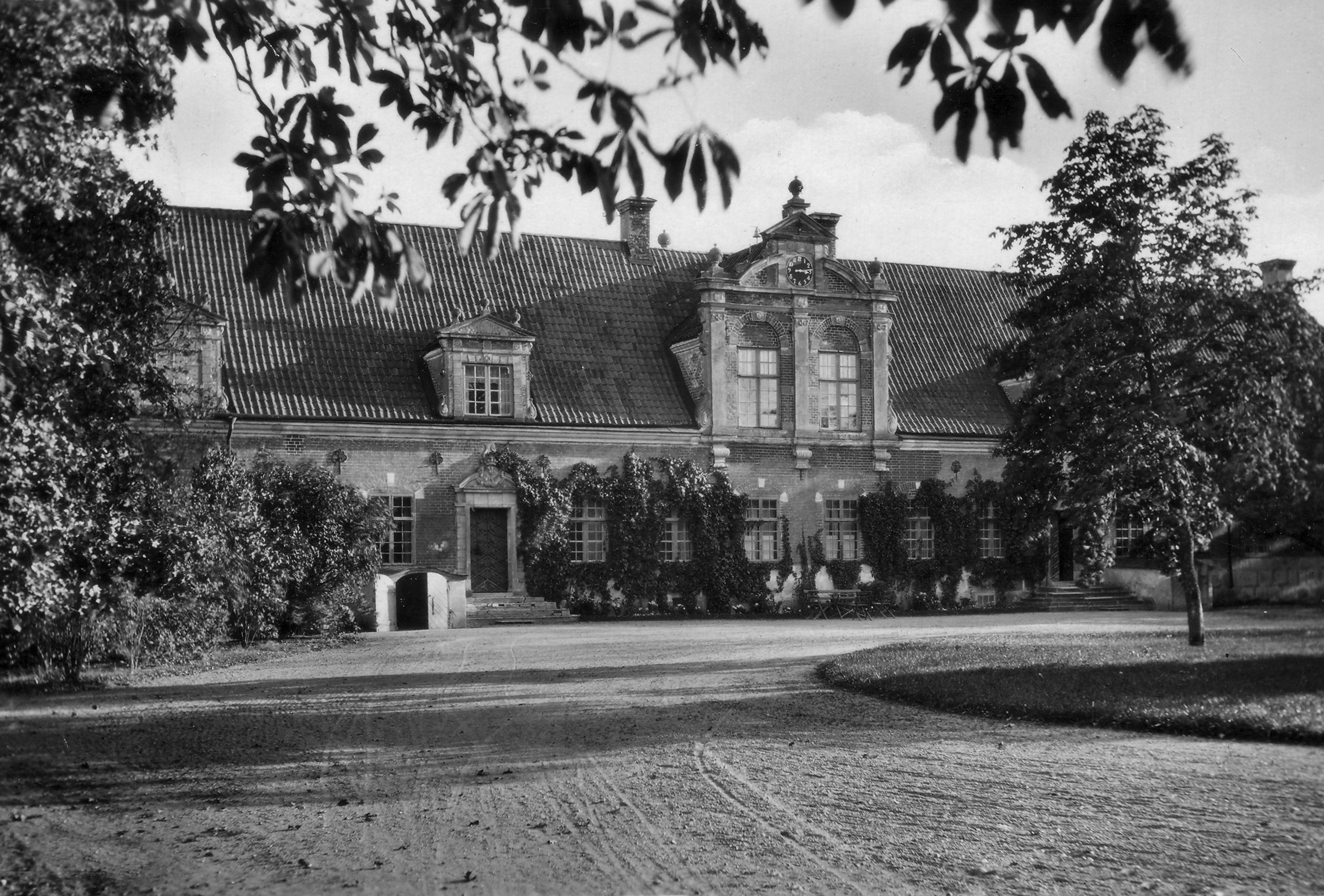
Södra flygeln (mangården) på 1940-talet.
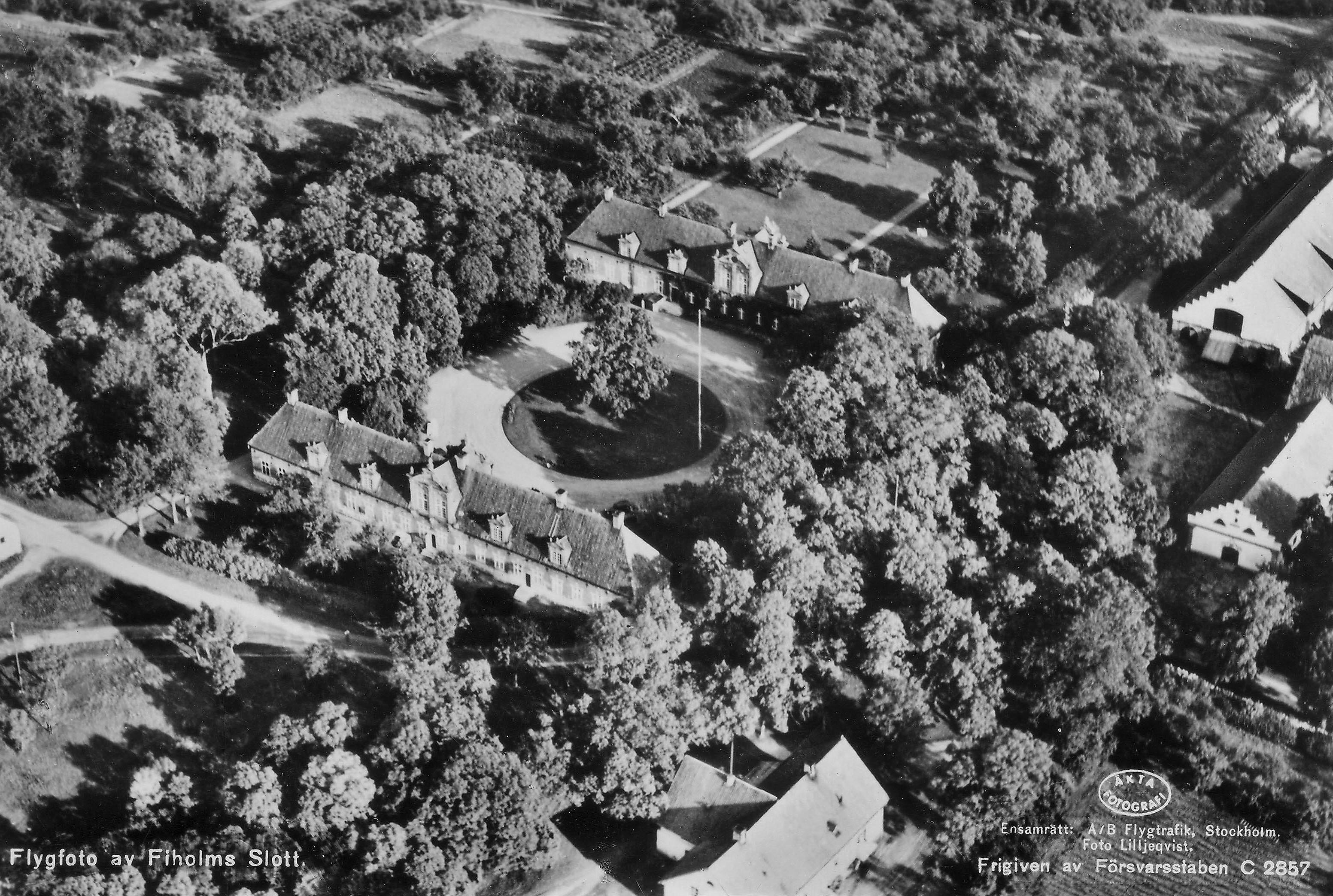
Flygfotografi över anläggningen, 1940-tal.

## Slottets byggnader

### Huvudbebyggelsen

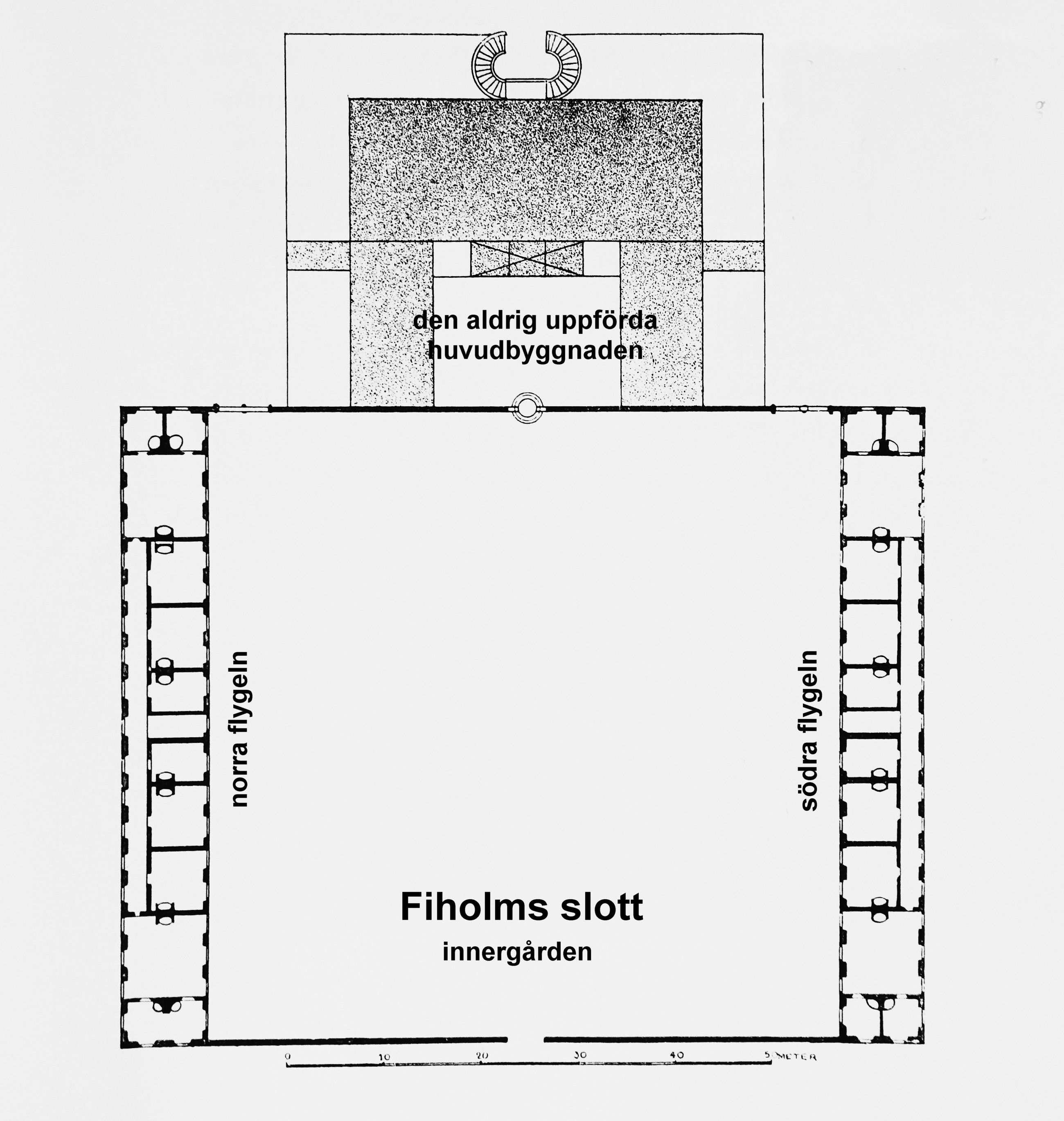
Fiholms slott, planritning med den tilltänkta huvudbyggnaden i en rekonstruktion från 1908.

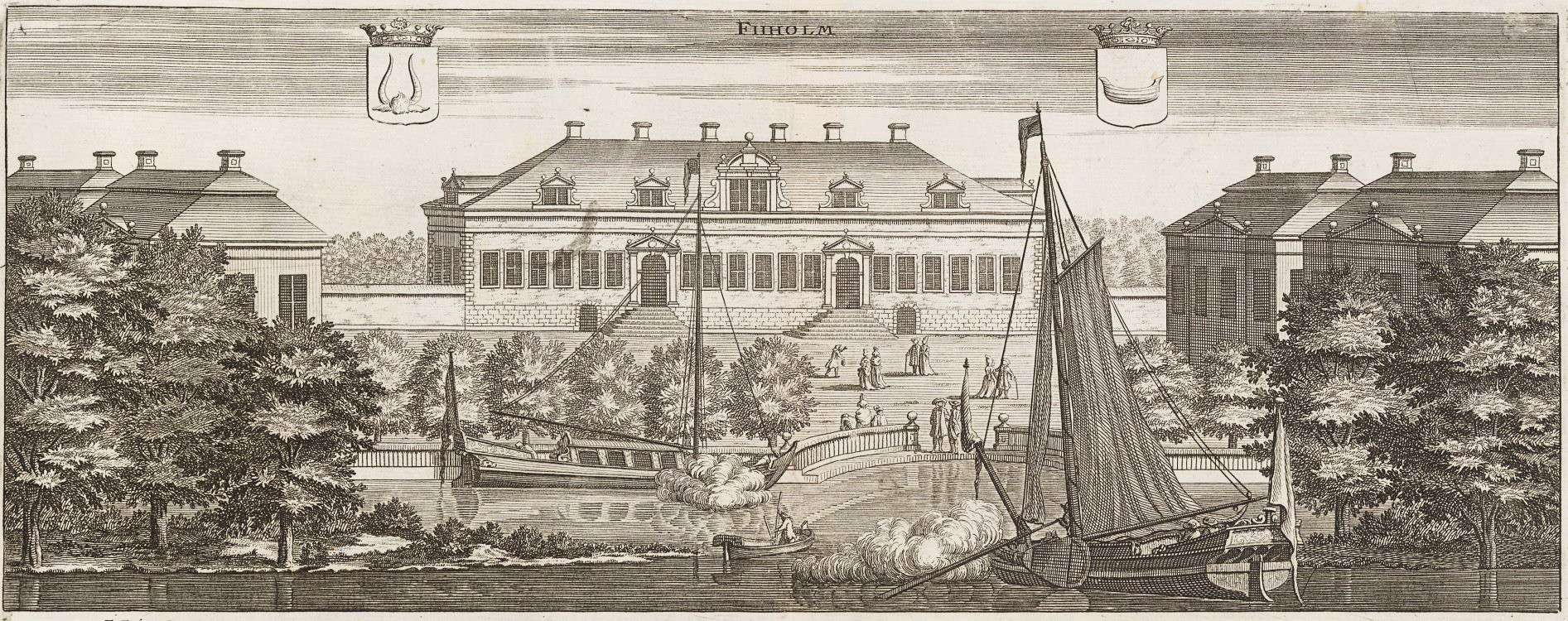
Fiholm i Sueciaverket, 1690-tal.

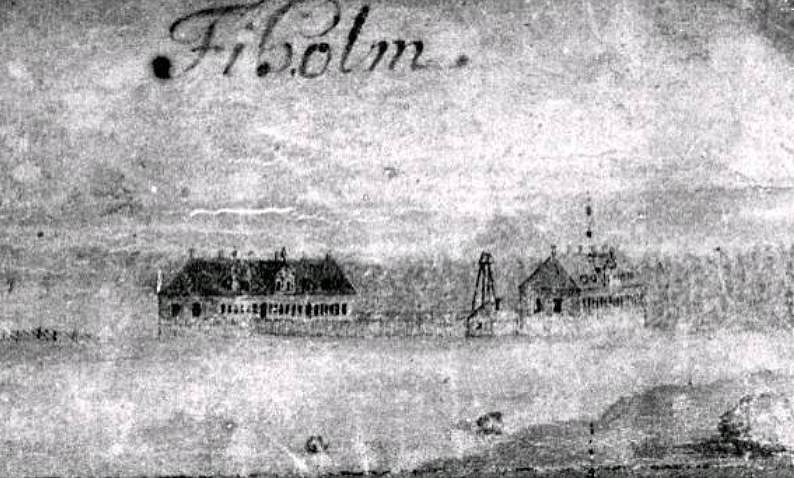
På Gripenhielms Mälarkarta, 1688.

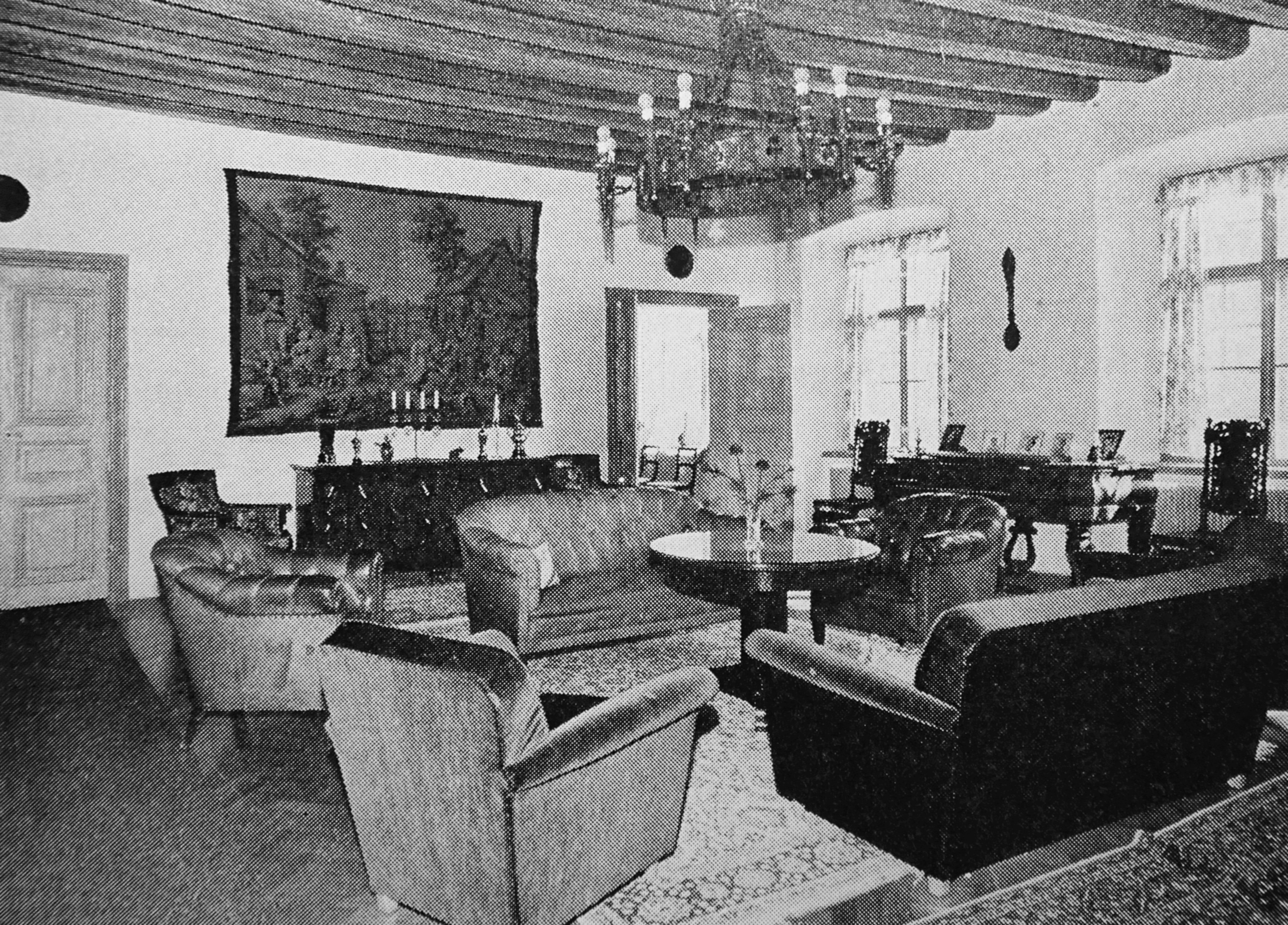
Före detta salen i södra flygeln, 1968.

Fiholm var bebyggd redan under medeltiden och lämningar efter den äldsta herrgården finns i form av en källare under den nuvarande trädgårdsmästarbostaden. Någon betydande byggnad har det dock aldrig varit.
När Axel Oxenstierna år 1617 ärvde Fiholm, planerade han att låta uppföra en värdig sätesgård för sig och sina arvingar. Han anlitade den framstående fransk-svenske arkitekten Simon de la Vallée att rita en stor slottsanläggning, medan den då 25-årige Nicodemus Tessin den äldre, ledde bygget. Den planerade slottsanläggningen placerades nära Sörfjärgen dock utan direkt sjökontakt. Från söder, väster och öster sträcker sig tre alléer fram till huvudbebyggelsen. Ståtliga alléer var ett sätt för högadeln att understryka sin samhällsställning.
Ritningarna förelåg sannolikt på 1630-talet och själva byggarbetena bedrevs i början av 1640-talet under ledning av den tyske murmästaren Herman Floren. Vissa förändringar skedde 1642 huvudsakligen i södra flygeln vilken sedermera nyttjades som mangård. När byggherren Oxenstierna besökte arbetsplatsen på sommaren 1641 var norra flygeln uppmurat medan grunden till den södra uppförts. Han fann husen alldeles för smala och bestämde att göra den södra flygeln två alnar (motsvarande 118,76 cm) bredare, den norra fick vara kvar.
Slottets båda flygelbyggnader gestaltades i fransk-holländsk renässansstil och stod färdiga 1642. Det rör sig om två envånings rosaputsade tegellängor under valmade sadeltak, med en längd av tjugo fönsteraxlar. Trots sin längd lyckades de la Vallée att ge dem harmoniska proportioner. Sandstensportalerna pryddes med släktvapen för Oxenstierna och Bååt, dessa samt sandstensornamenten kring frontespis och vindskupor är utförda av Stockholmsmästaren Heinrich Blume.
Själva huvudbyggnaden, högslottet, ritades 1642 av Simon de la Vallée, men den blev aldrig uppförd, trots att mängder av byggnadsmaterial lagts upp, material som istället kom till användning vid om- och tillbyggnad av Jäders kyrka. Bara en schaktgrop skvallrar fortfarande om det påbörjade bygget. Högslottet skulle placeras på ett något förhöjt gårdsplan i anslutning öster om flyglarna. På en avbildning i Sueciaverket från 1690-talets slut ser man den tilltänkta huvudbyggnaden från öster, i något idealiserad form. De fyra fristående flyglarna på sjösidan verkar vara fantasiprodukter likaså sjögården. Mera realistiskt och utan huvudbyggnad visas Fiholm på Gripenhielms Mälarkarta från 1688/1689.
Hela slottsanläggningen skulle ha blivit ett mönsterexempel på hur de la Vallée föreställde sig att ett herresäte skulle se ut och samtidigt bli ett genombrottsverk i svensk arkitektur. Av de la Vallées bevarade ritningar för högslottet framgår en tvåvåningsbyggnad med två fasta flyglar mot gårdsplanen. I ett examensarbete i ämnet informationsdesign från 2018 vid Mälardalens högskola gjordes ett försök till rekonstruktion av den aldrig uppförda huvudbyggnaden.
Traditionen berättar om bakgrunden till avbrottet i bygget enligt följande. Axel Oxenstierna hade bestämt Fiholm för sin son Johan. När denne kommit tillbaka från westfaliska fredskongressen skulle den stolte fadern visa upp hur långt det pretentiösa bygget hade fortskridit. Men sonen blev inte imponerad utan tyckte att de färdigställda flyglarna mest liknade stallbyggnader som han sett i Tyskland. ”Om detta är stall kan du själv bygga fähuset” svarade Axel Oxenstierna förtretad och huvudbyggnaden blev aldrig uppförd.
I sitt testamente skrev Axel Oxenstierna om Fiholm, att detta var hans "förnämsta sätesgård". Han menade också att "sådane store hus som litet gagn med sig föra för en husman men väl omkostnad" (alltså opraktiskt och dyrt). I dag är södra flygeln bebodd av ägaren medan den norra står tom. Den norra användes vissa tider som bostad för gårdens arbetare. Fasaderna är i dåligt skick i väntan på renovering.

### Nutida bilder

Exteriör
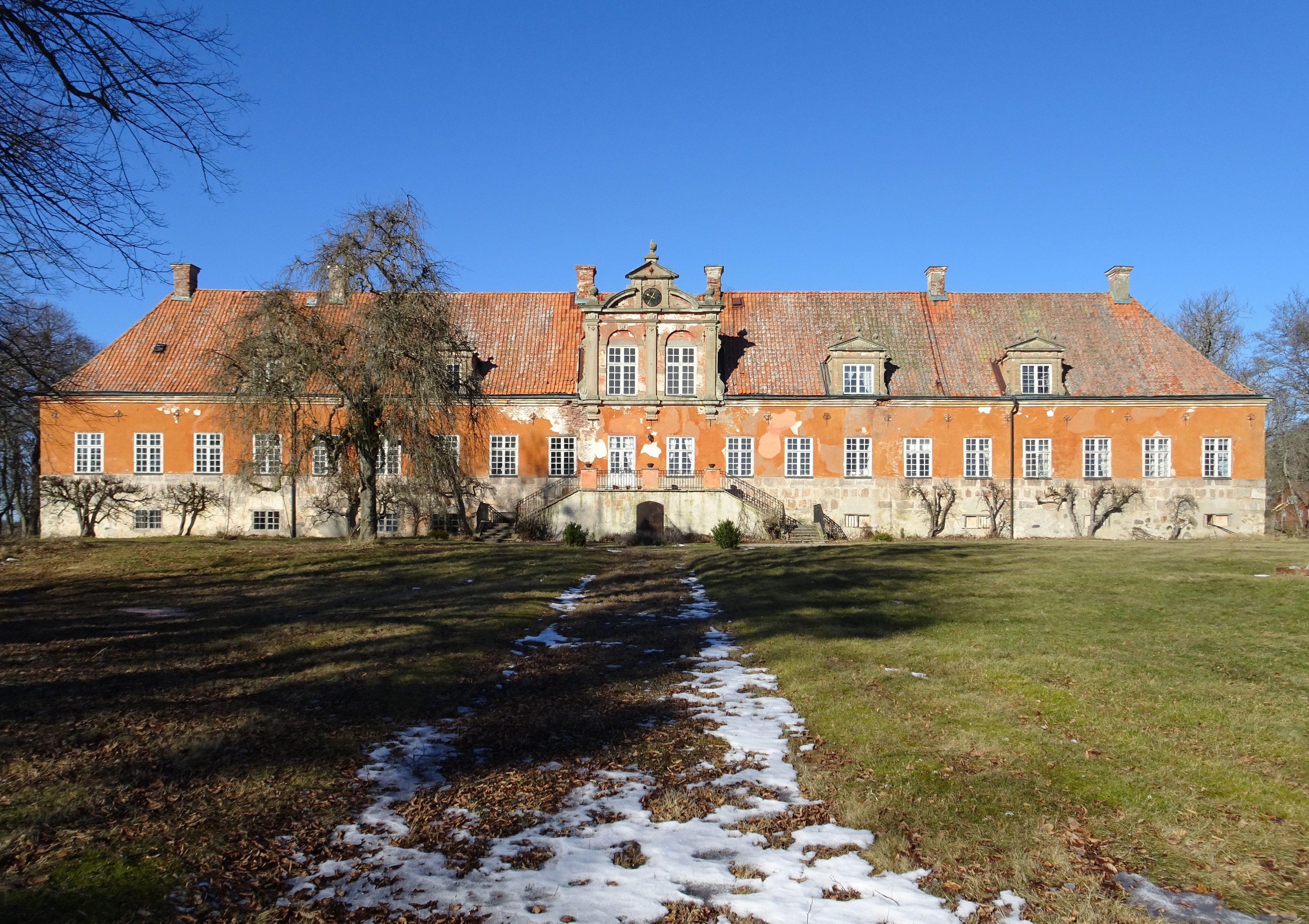
Södra flygeln från söder.
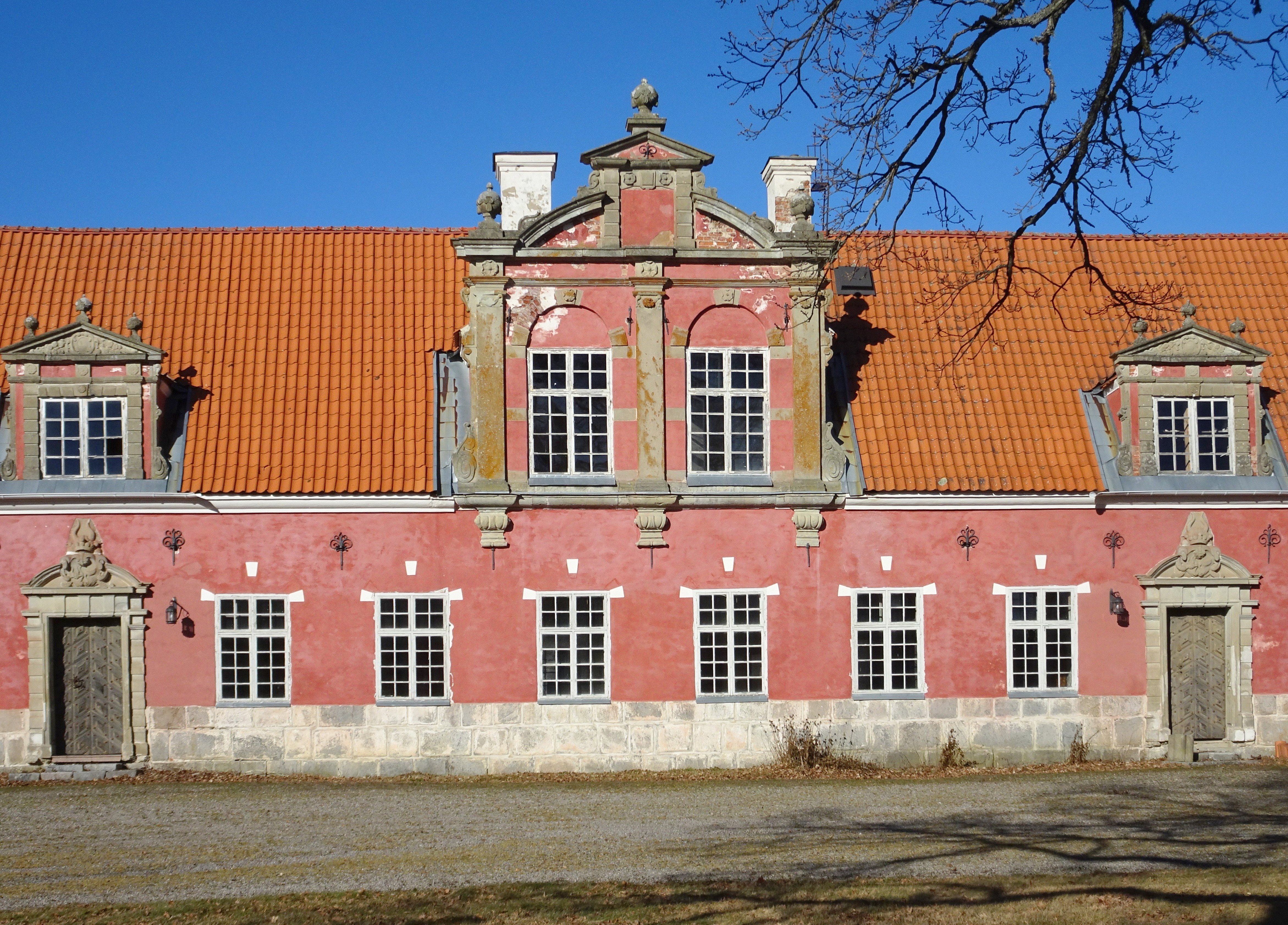
Norra flygeln, mittenpartiet med frontespis.
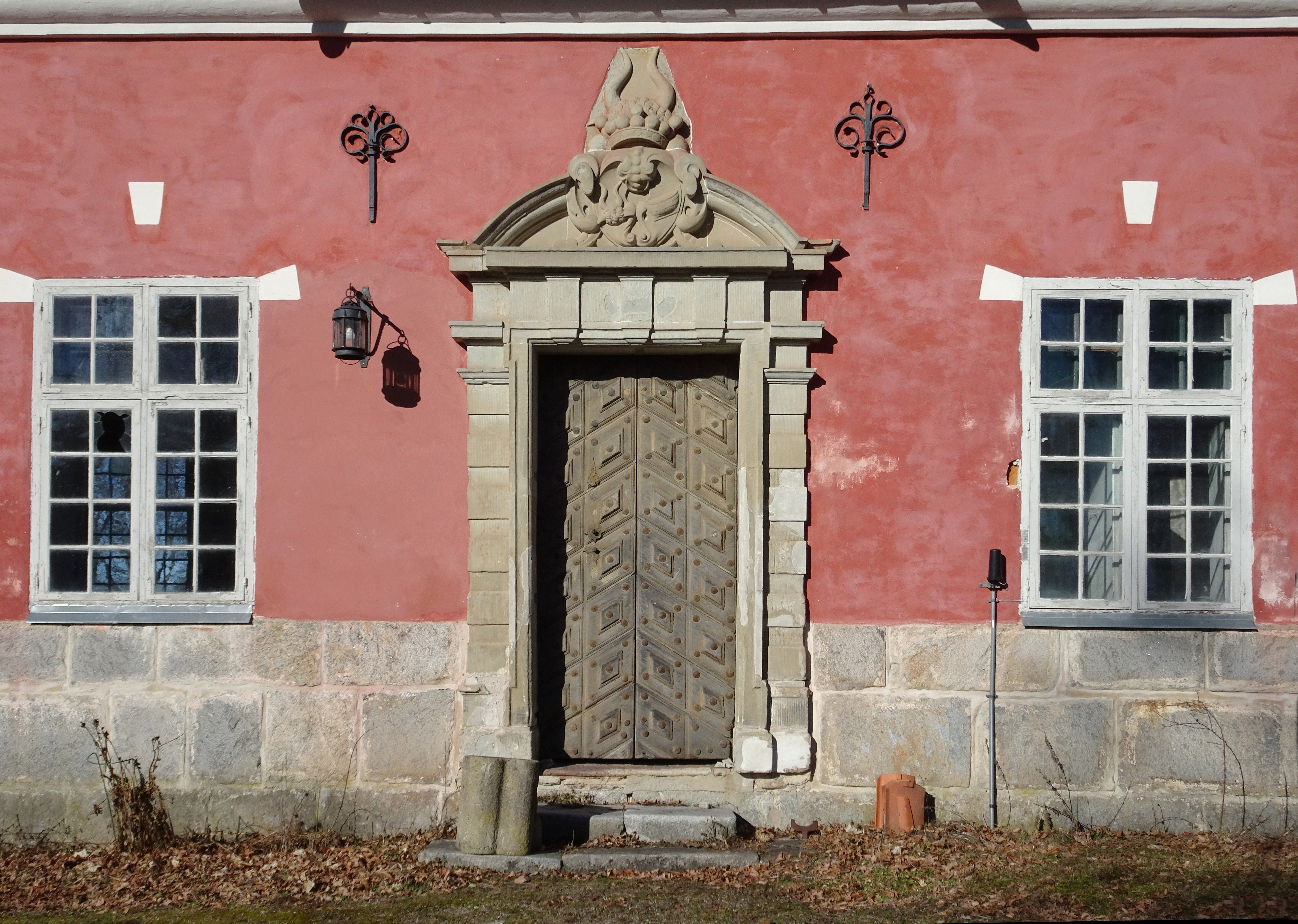
Portal med Blumes sandstensarbeten och dörrblad från 1600-talet.
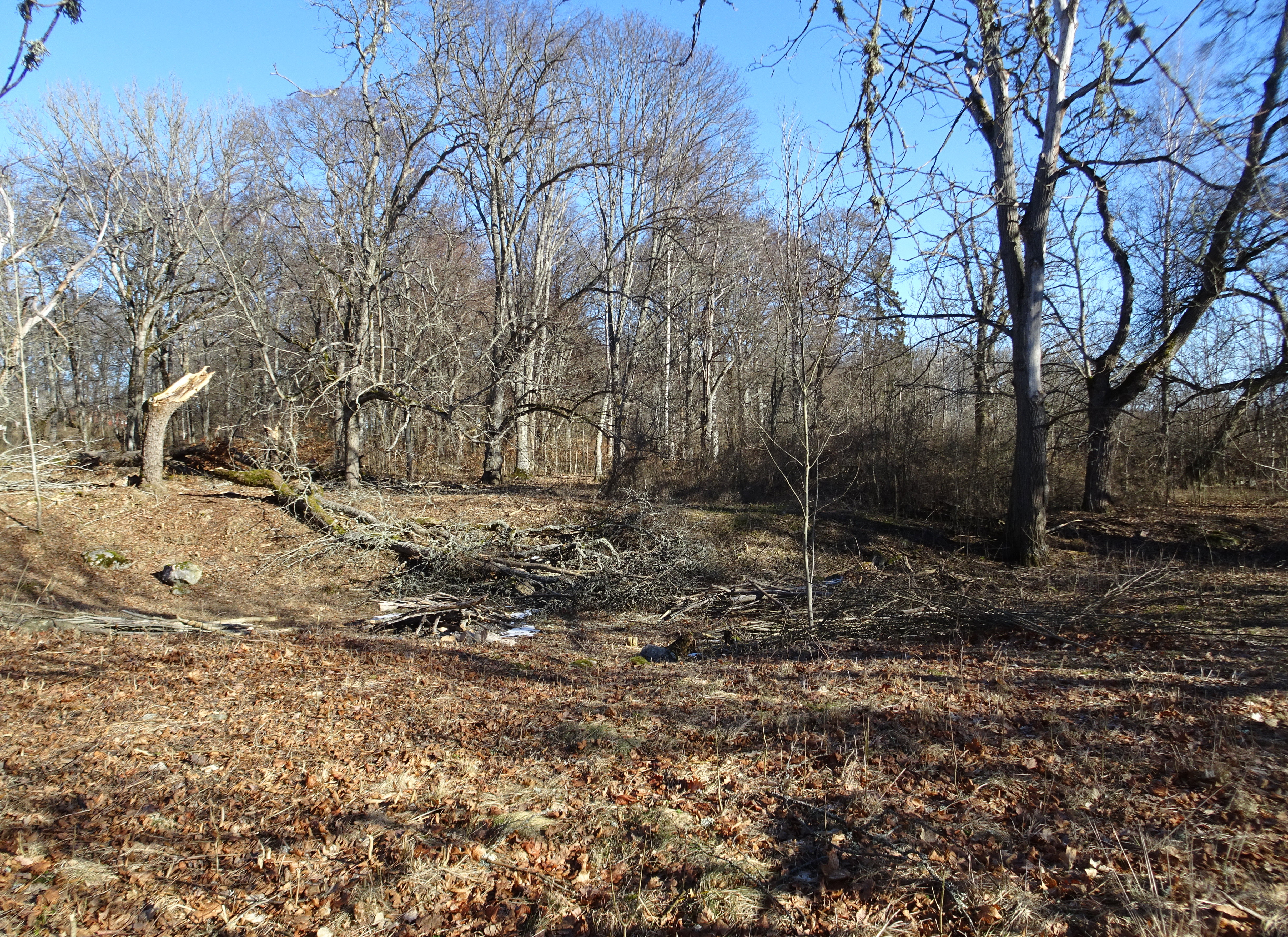
Gropen efter den aldrig uppförda huvudbyggnaden.

Interiör
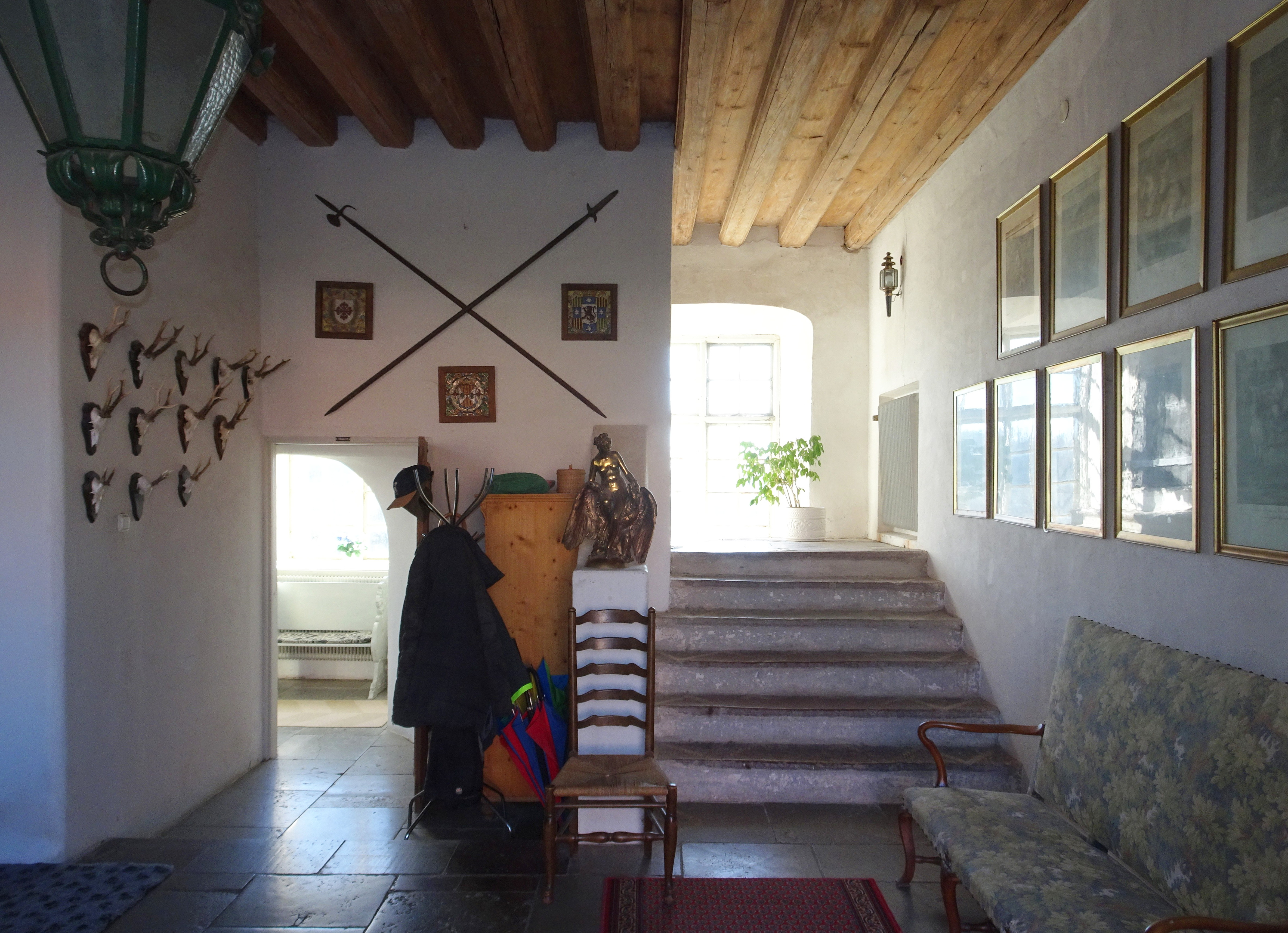
Entréhallen i södra flygeln.
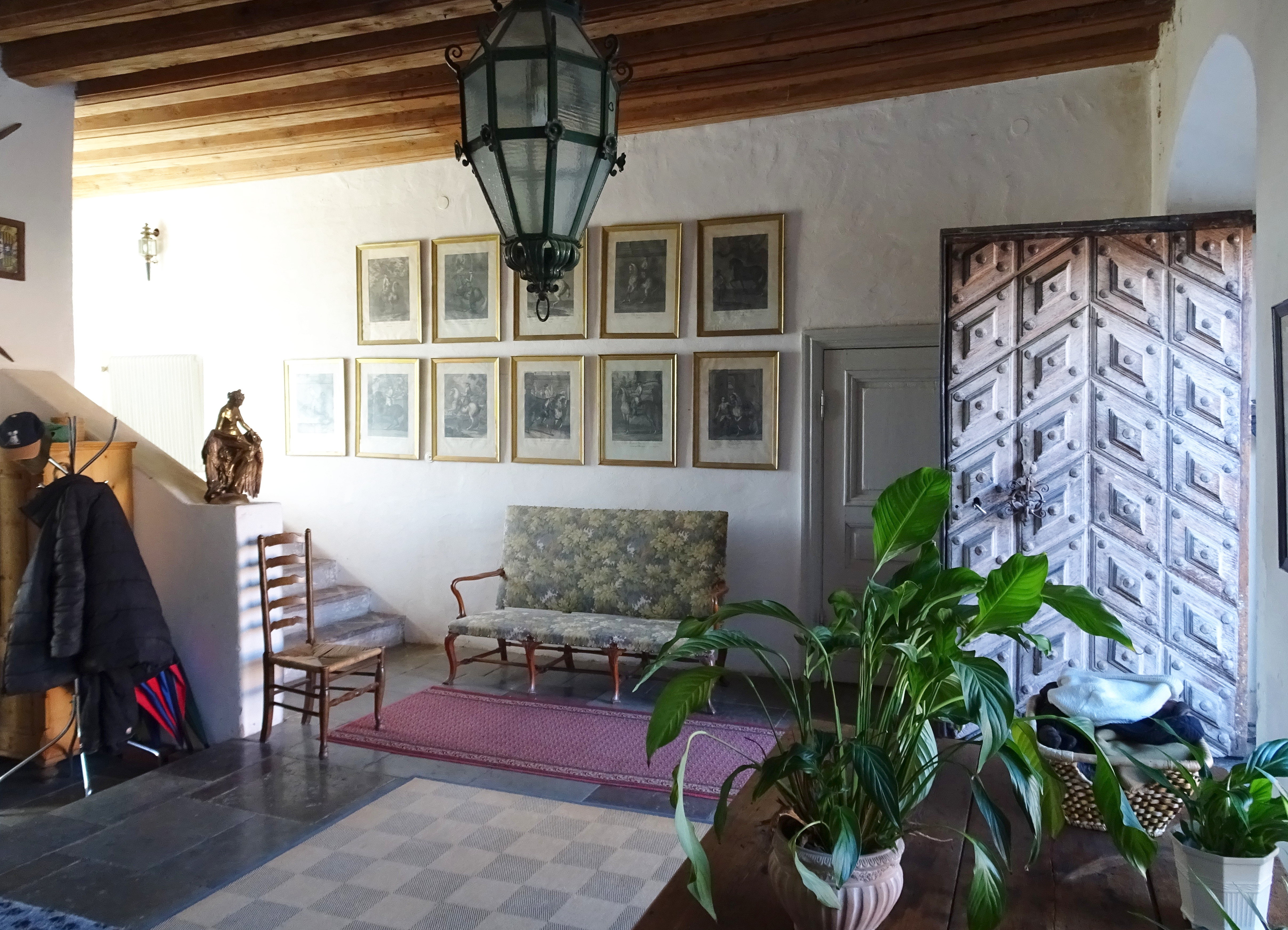
Entréhallen i södra flygeln.
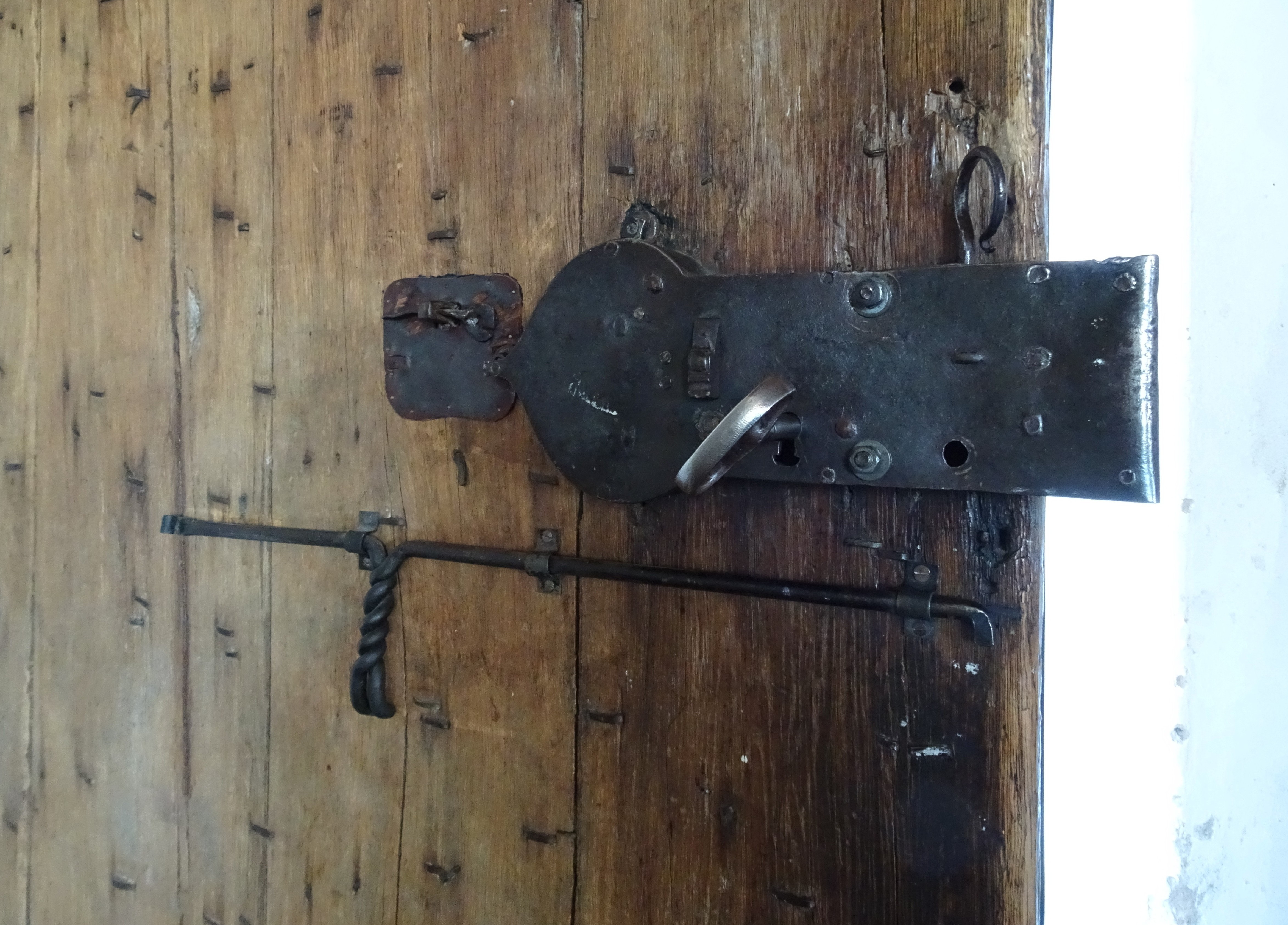
Dörrlåset i smide från 1600-talet.
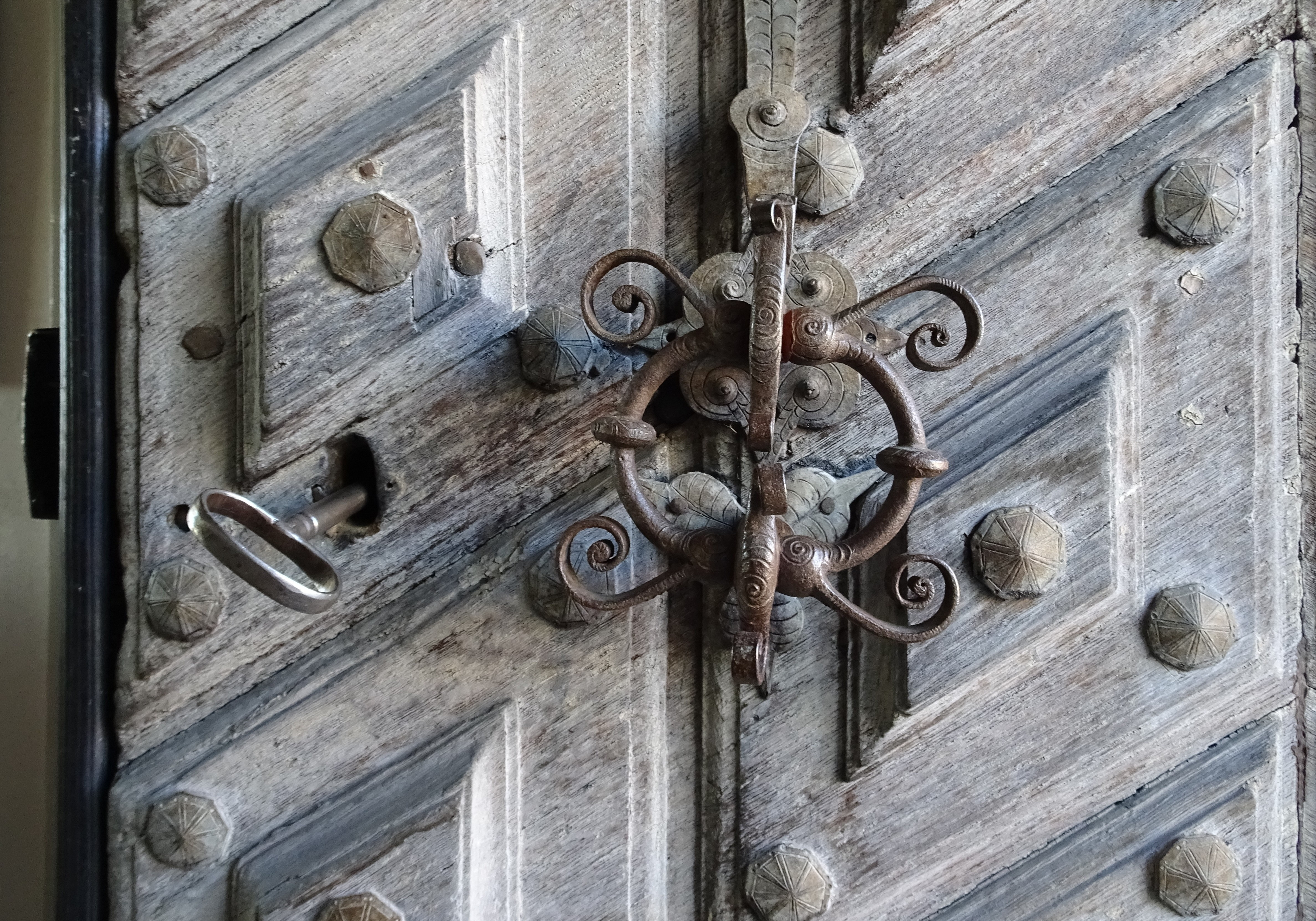
Dörrklapp i smide från 1600-talet.

### Övriga byggnader
Till gården hör flera grupper arbetarbostäder, huvudsakligen uppförda under 1800-talet. Bland de äldsta märks de timrade, panelade och rödmålade husen för trädgårdsmästaren, mjölnaren och smeden samt den så kallade "Knolburen" där godsets ogifta drängar bodde. Under slutet av 1800-talet uppfördes Långbygget, Änkehuset och Stenhuset, tre arbetarbostäder med tillhörande lång vedbodslänga samt den ljusputsade Fiskarstugan invid Sörfjärden. Huvuddelen av godsets ekonomibyggnader härrör även de från slutet av 1800-talet. Sydost om slottsflyglarna invid allén mot Bränne ligger vid Kvarnbacken ett par arbetarlängor samt grunden efter Fiholms väderkvarn. Längre ut ligger Fiholmsby, en gårdsanläggning från början av 1900-talet.

Övriga byggnader (urval)
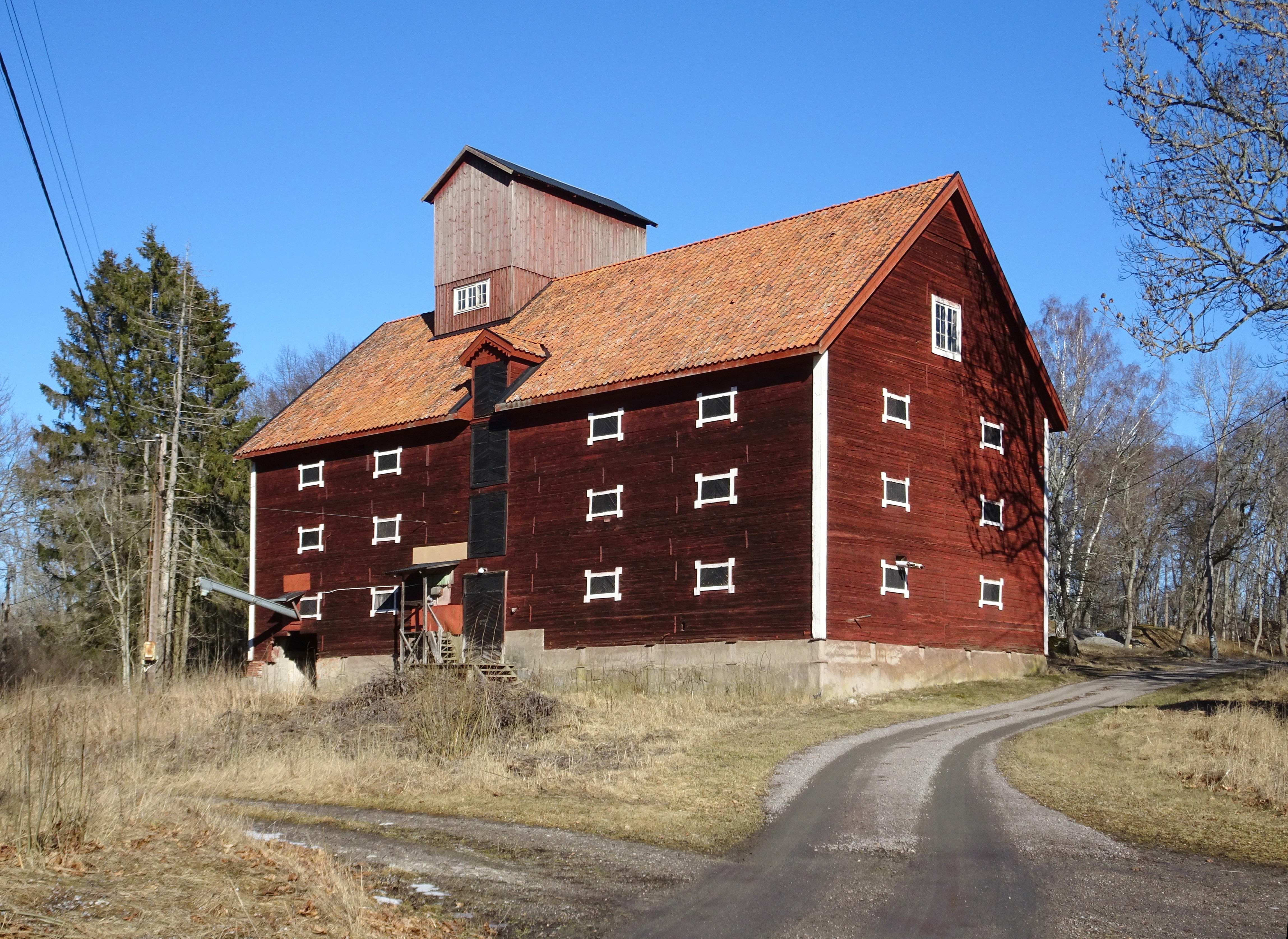
Magasin, okänt byggår.
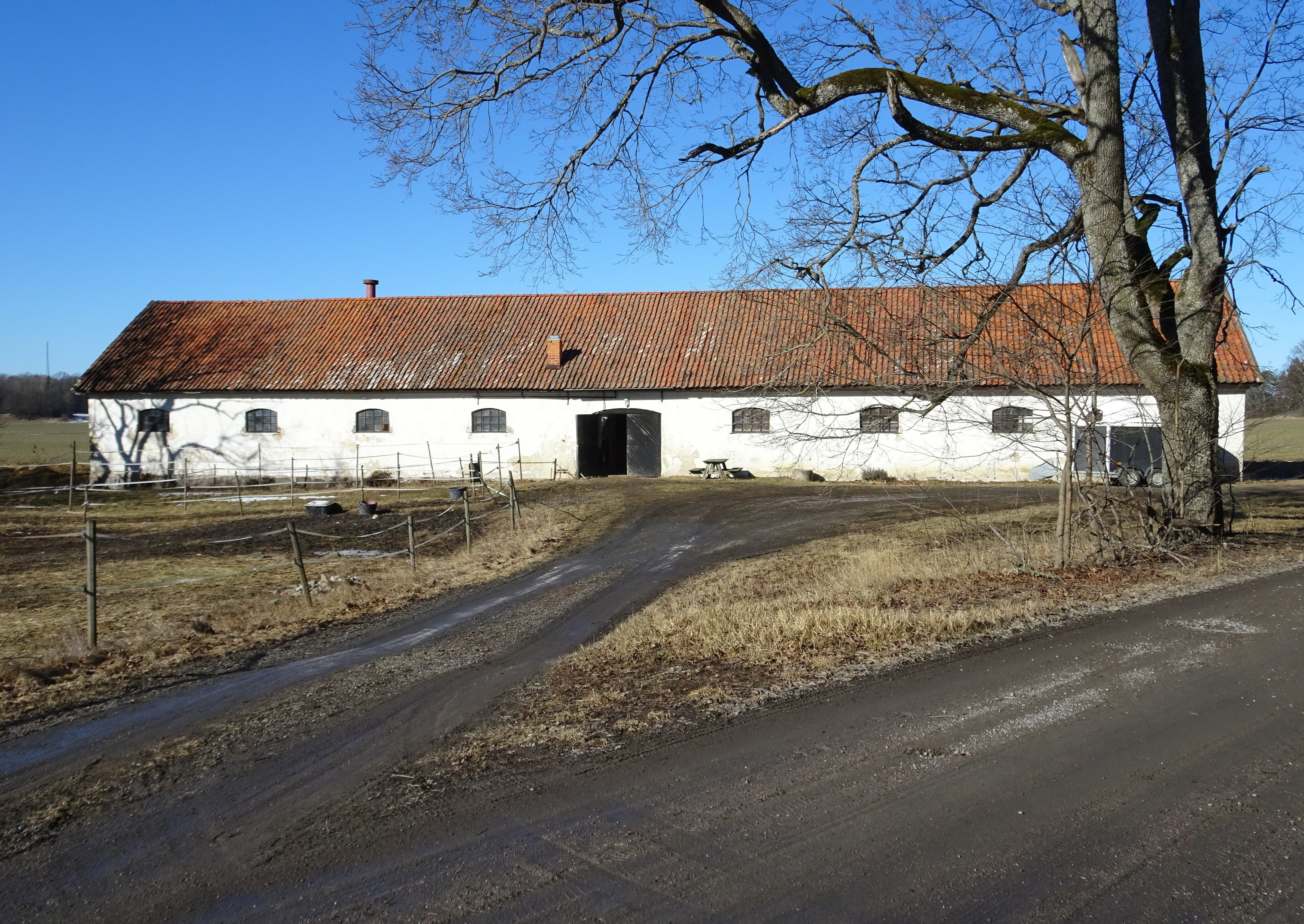
Stenstall (f.d. grishus) från 1887.
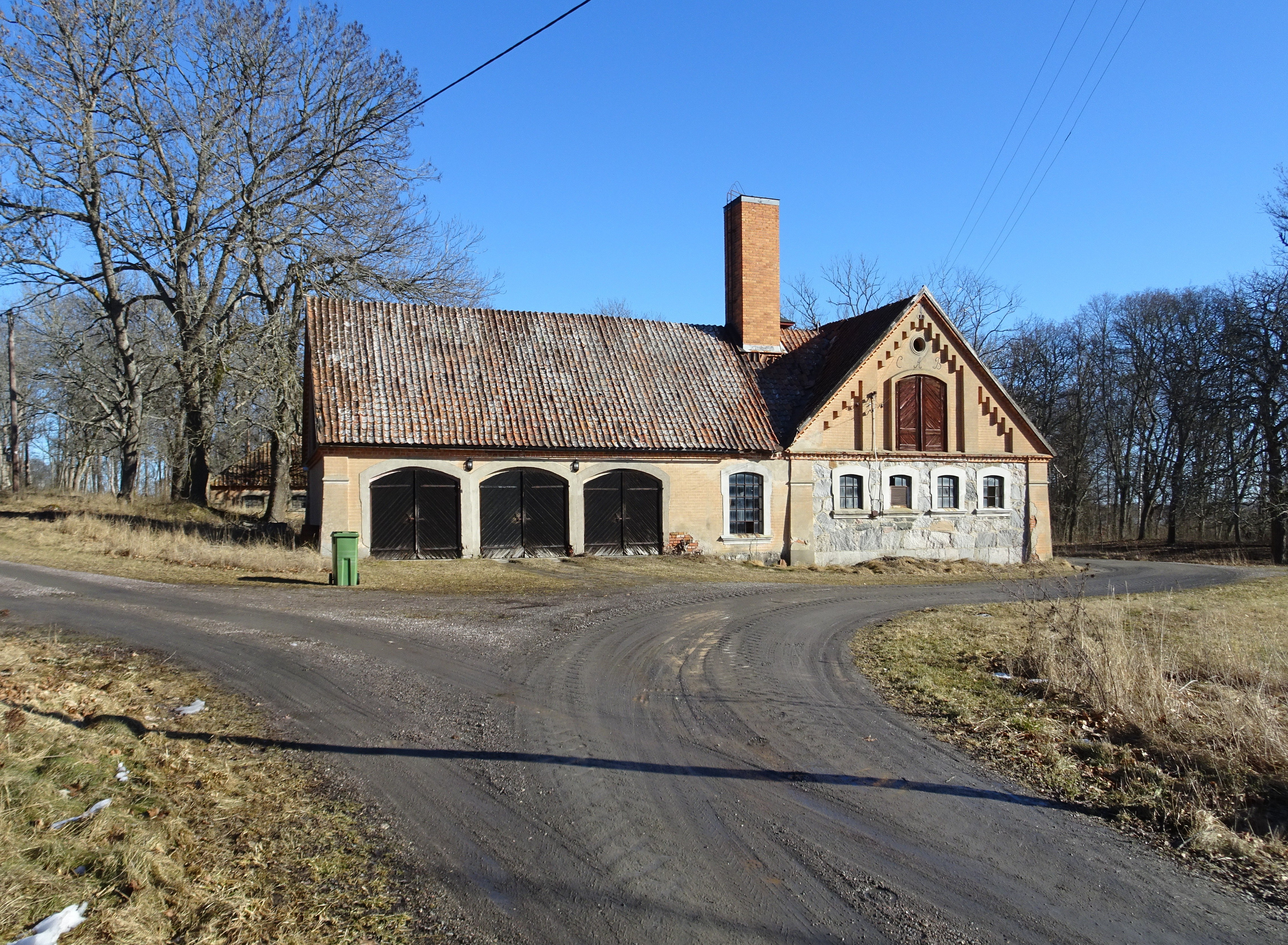
F.d. stall med vagnslider från 1876.
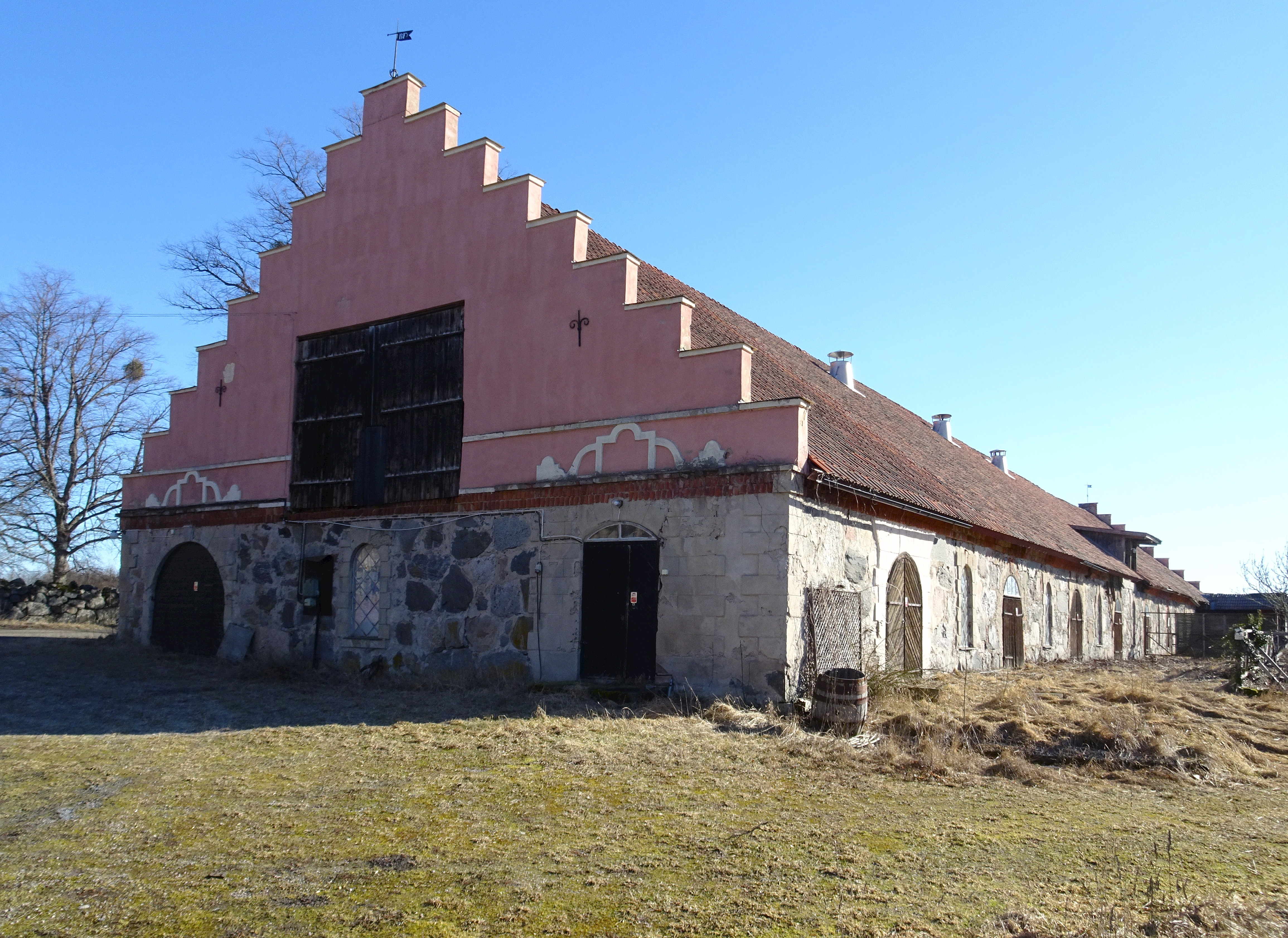
Stenladugården från 1864.

## Ur ägarlängden

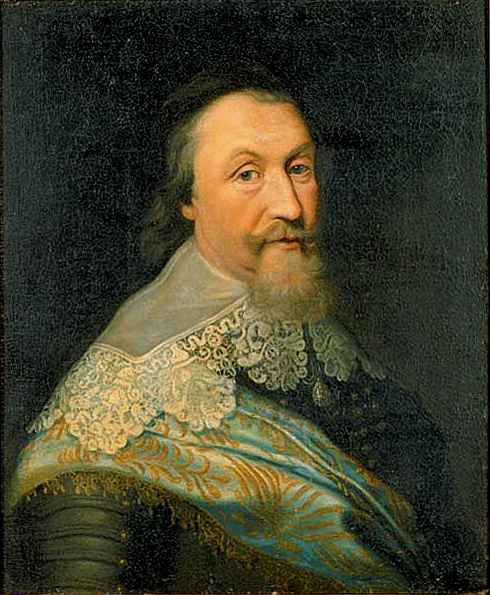
Byggherren Axel Oxenstierna. Målning av Michiel Janszoon van Miereveld.

- 1302 ca - Valdemar Eriksson (sonson till kung Valdemar Birgersson)
- 1386 -	Erik Valdemarsson d.y. (föregåendes son)
- 1388 -	Ermegard (som morgongåva av föregående)
- 1402 - Drottning Margareta (genom köp)
- 1400-talet - Erik av Pommern (gåva av föregående)
- 1400-talet - Eskilstuna kloster (genom gåva)
- 1508 -	Biskop Otto Svinhufvud
- 1527 -	Till Kronan
- 1562 -	Gabriel Kristersson Oxenstierna
- 1579 -	Bengt Oxenstierna (föregåendes son)
- 1591 -	Gustaf Oxenstierna (föregåendes bror)
- 1597 -	Barbro Axelsdotter (föregåendes änka)
- 1617 -	Axel Oxenstierna (föregåendes son)
- 1654 -	Johan Oxenstierna (föregåendes son)
- 1657 -	Axel Eriksson Oxenstierna (föregåendes brorson)
- 1676 -	Carl Gustaf Oxenstierna (föregåendes bror)
- 1700 -	Carl Gustaf Oxenstierna (föregåendes son).
- 1708 -	Christina Oxenstierna
- 1711 -	Eleonora Oxenstierna (föregåendes dotter). Gift med C. G. Soop och F. C. Dohna
- 1784 -	Joachim Beck-Friis (genom köp) † 1797
- 1797-1907 - Familjen Beck-Friis
- 1907 - H. von Celsing & G. Palmqvist (genom köp)
- 1919 -	Erik Hallin
- 1939 -	Sven Alfred Carlsson
- 1954 -	Per Kasten Sandmark (genom köp)
- 1964 - Simon & Rune Berg (genom köp)
- 1972 -	Per Olof Sandberg
- 1988 -	Familjen Mörner